# Odhari
Odhari (nep. ओढारी) – gaun wikas samiti w zachodniej części Nepalu w strefie Bheri w dystrykcie Dailekh. Według nepalskiego spisu powszechnego z 2011 roku liczył on 478 gospodarstwa domowe i 2681 mieszkańców (1311 kobiet i 1370 mężczyzn).